# Boum Boum
Pour les articles homonymes, voir Boum.
 (mai 2025).
Pour plus de détails, voir Fiche technique et Distribution.
Boum Boum est un film français réalisé par Laurie Lassalle et sorti en 2022.

## Fiche technique
- Titre : Boum Boum
- Réalisation : Laurie Lassalle
- Photographie : Laurie Lassalle
- Son : Jules Jasko et Ange Huber
- Montage : Laurie Lassalle, Raphaël Lefevre, Catherine Catella, en collaboration avec Léa Chataure
- Musique : Philippe Monthaye
- Société de production : Les Films de l'œil sauvage
- Distribution : JHR Films
- Pays de production :  France
- Durée : 110 minutes
- Date de sortie : France - 15 juin 2022

## Sélection
- Cinéma du réel 2022[1]